# Erland Sundström
Karl Axel Erland Sundström, född 8 januari 1908 i Enköping, död 19 mars 1988, var en svensk pastor i Svenska Missionsförbundet, redaktör, gymnasielärare och läroboksförfattare.

## Biografi
Erland Sundström växte upp i Enköping och började efter sexårig folkskola sitt arbetsliv som springpojke i Lindqvists färghandel där. 1924 flyttade han till Stockholm, tjänstgjorde från 1925 som resande evangelist i fem år och genomgick därefter Svenska Missionsförbundets teologiska seminarium 1930–33. Han avlade studentexamen 1935, blev fil. kand. 1939 och fil. lic. 1950 på en religionssociologisk licentiatavhandling i praktisk filosofi. Han var pastor i Bromma missionsförsamling 1933–1936 och därefter ungdoms- och studiesekreterare i samfundet 1937–1946. Som redaktör var han anställd på Svensk Veckotidning 1947–1952 och 1957–62, på Svenska Journalen 1952–1953,  Svenska Morgonbladet 1953–1957, där han var kulturredaktör, och slutligen vid Centralförbundet för nykterhetsundervisning 1962–65. Efter att ha undervisat som timlärare tjänstgjorde han som lektor i kristendom och filosofi vid Stockholms samgymnasium, senare Wallin-Åhlinska samgymnasiet, till pensioneringen. Han hade också uppdrag som ledamot av svenska Unescorådet, Statens folkbildningsnämnd, Kommittén för folkrörelseforskning, Svenska Missionsförbundets styrelse med mera.
Han var från 1934 gift med Rut, född Ekman (1909–1993), och är far till författaren Gun-Britt Sundström.
| ”                                                           | Erland Sundström var en av svensk frikyrkas främsta opinionsbildare. Som pastor i Svenska Missionsförbundet, som chefredaktör för Svensk Veckotidning, som religionssociolog och författare till närmare 50-talet böcker utövade han stort inflytande i frågor som rör ekumenik, mission, socialpolitik, alkoholpolitik och i samhällsdebatten i stort. Han var en skarpögd analytiker med stor argumentationsförmåga och snabb replikföring. Samtidigt var Erland Sundström i ordets bästa mening gudfruktig med en varm omtanke om sina medmänniskor och ansvarskänsla för alla svaga och utsatta. Som förkunnare var han lysande med en formuleringskonst långt utöver det vanliga. | „ |
| – Ur f.d. utbildningsminister Jan-Erik Wikströms minnesruna | |   |